# Paralysed Age
Paralysed Age (укр. Паралізований вік) — німецький готик-рок-гурт.

## Історія
Колектив був створений на початку 90-х, і на той момент складався з трьох членів: Майкла Неймана, Стефана Кірша і Майкла Наста. Головною тематикою пісень стали вампіри. Цей склад розпався у 1996 році, хоча Майкл залишив собі назву гурту, і гастролював по Німеччині, граючи невеликі концерти разом з Андреа до 1998 року. Остаточний склад гурту, як дует, затвердився тоді, коли вони підписали контракт з лейблом Dancing Ferret Discs в 2001 році.

## Дискографія
- 1992 — Christened Child  (укр. Христианизированна дитина) (MC)
- 1993 — Exile (укр. Вигнання) (MC)
- 1994 — Nocturne (укр. Нічний) (CD)
- 1994 — Bloodsucker  (укр. Кровопивця) (EP) (CD)
- 2001 — Into The Ice (укр. У лід) (CD)
- 2006 — Tragedia Nosferata  (CD)